# Sequoia costanera
|  | No s'ha de confondre amb Sequoia gegant. |

La sequoia costanera (Sequoia sempervirens) és una espècie de conífera de la família de les cupressàcies, únic representant actual del gènere monotípic Sequoia.
Són arbres que assoleixen dimensions gegantines, superant els 100 metres d'alçada, i que arriben a viure més de 2.200 anys (l'exemplar més vell mai reportat té una edat de 2.267 anys).
Amb el nom de sequoia també es coneixen popularment altres arbres de la subfamília sequoioideae, com les del gènere Sequoiadendron i Metasequoia.

## Descripció
Aquesta espècie és extremadament longeva, pot viure més de 2.200 anys i, a més, és la conífera més alta que existeix amb desenes d'espècimens superant els 110 m. Té un tronc recte i cilíndric, amb les arrels horitzontals i amb una escorça grossa i brillant, de color rogenc. A partir de la mateixa arrel, hi creixen troncs independents molt pròxims entre si, de manera que si un és malmès els altres es desenvolupen independentment, aportant saba al tronc que la necessita.

## Distribució i hàbitat
És endèmica de la costa nord de Califòrnia i del sud-oest d'Oregon, i ocupa una banda de terra que s'estén 750 km de nord a sud i de 8 a 56 km d'est a oest. Es troba des del nivell del mar fins als 915 m d'altitud, però normalment apareix entre els 100 i els 700. Es desenvolupa en climes de tipus mediterrani marítim, en què els hiverns són frescos i plujosos, i els estius, secs, però atenuats per una boira densa, que aporta humitat al sòl i redueix l'estrès hídric, ja pot representar d'un 30 a un 40% de l'aigua que absorbeix la sequoia. Pot créixer formant grups amb més sequoies o amb altres arbres, com el pi d'Oregon, el vern vermell o el roure de Califòrnia. Prefereix sòls profunds i humits prop de rierols.

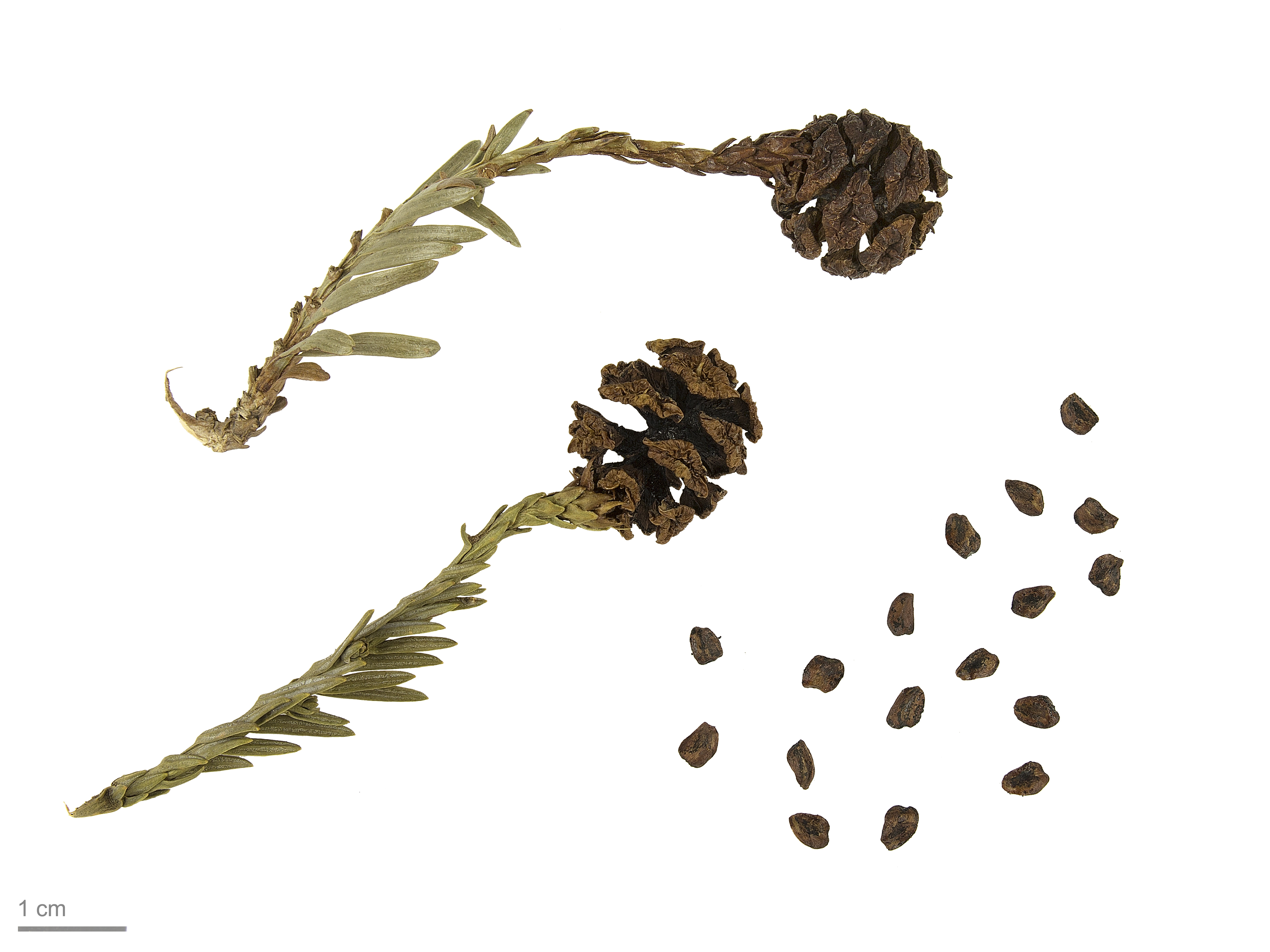
Pinyes i llavors

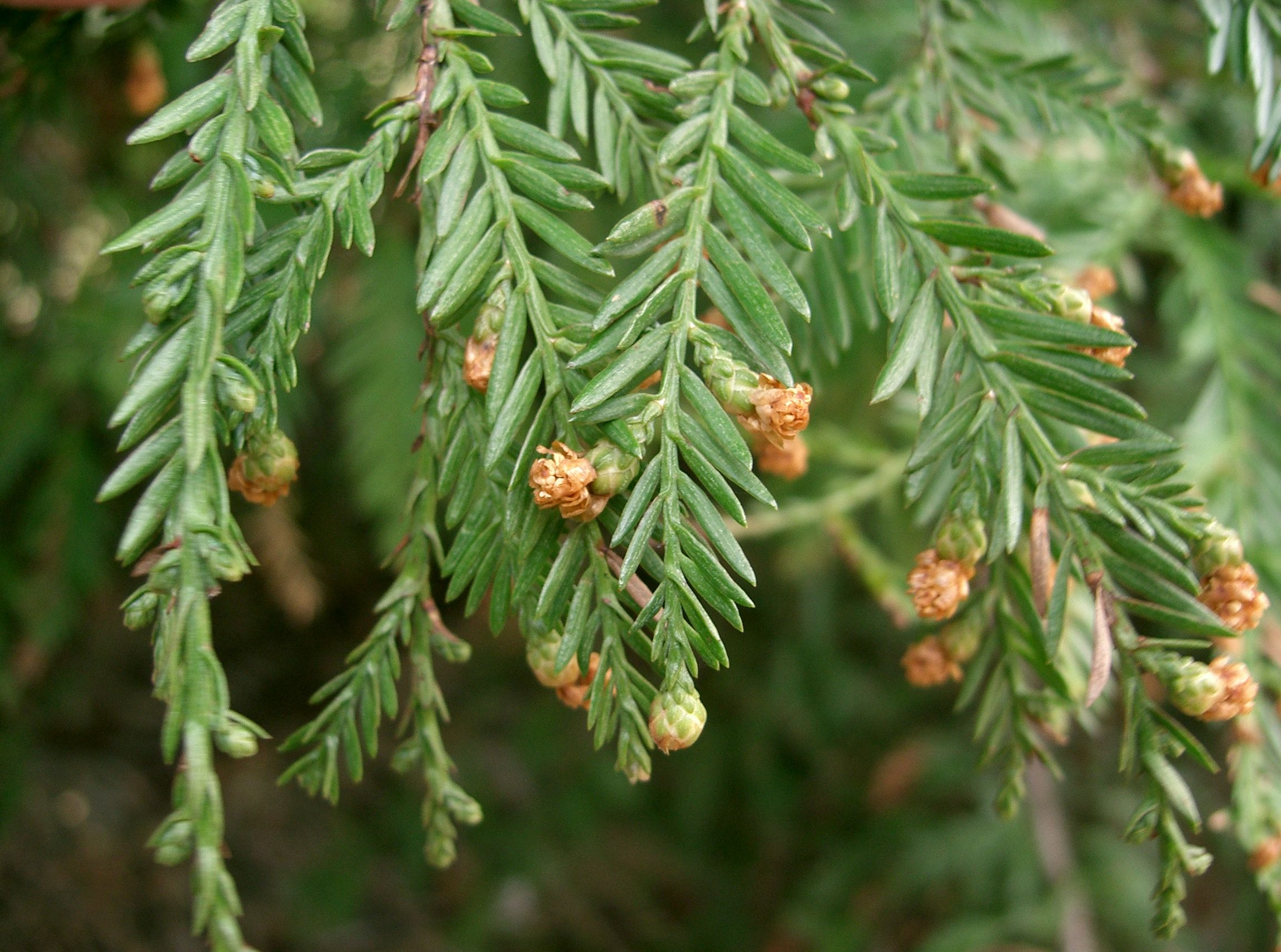
Fulles

Els boscos primaris de sequoies havien cobert més de 8.100 quilòmetres quadrats de la costa de Califòrnia i el sud-oest d'Oregon. La part nord d'aquesta zona va ser poblada inicialment pels nadius americans, que encara viuen a la zona dels parcs. El descobriment d'or al llarg del riu Trinity l'any 1850 va provocar una Febre de l'or de Califòrnia portants miners a la zona, que talaven sequoies per construir, i dels que molts es van quedar a la costa en no enriquir-se i provocant ràpidament conflictes amb els pobles nadius, que van ser expulsats per la força o massacrats. En acabar la febre de l'or, alguns miners van tornar a l'explotació forestal, talant les sequoies gegants destinades al desenvolupament de la ciutat de San Francisco i altres llocs a la costa oest.
El 1910, l'extensa tala va portar els conservacionistes i els ciutadans preocupats a començar a buscar maneres de preservar els arbres restants, que van veure que estaven sent tallats a un ritme alarmant. El 1911, el representant dels Estats Units John E. Raker, de Califòrnia, es va convertir en el primer polític a introduir una legislació per a la creació d'un parc nacional de sequoies. Tanmateix, el Congrés no va prendre cap altra mesura en aquell moment. El 1918, la Save-the-Redwoods League (Lliga Salveu les sequoies) va ser fundada per preservar els boscos de sequoies. La pressió exercida per la lliga va donar lloc a la creació de tres parcs estatals que protegeixen els arbres gegants des de la dècada del 1920.

## Interès i usos
L'espècie Sequoia sempervirens es va descobrir durant la famosa expedició Gaspar de Portolà a la Califòrnia del nord. Com que ningú de l'expedició no havia vist mai aquesta mena d'arbre, l'explorador d'Os de Balaguer va batejar l'arbre com a "palo colorado" .
Actualment, els únics arbres vius que superen els 100 m són els representants d'aquesta espècie i, a més, no pas de manera puntual, sinó formant boscos als Estats Units, amb alçades superiors als 105 m. Però la sequoia va ser sotmesa a una intensa activitat forestal a causa de la qualitat de la seva fusta vermella i pel seu ràpid creixement, ja que entre els 4 i els 10 anys pot créixer 1,80 m a l'any. Cal destacar que els boscos de sequoies també han cridat l'atenció a la indústria de Hollywood. Per la seva aparença arcaica i per l'aire de misteri que els envolta han estat escenari de Star Wars episodi VI: El retorn del Jedi o Parc Juràssic.
Al nord de la ciutat de San Francisco, a Califòrnia, hi ha el Muir Woods National Monument, un parc natural amb un gran nombre d'arbres d'aquesta espècie.